# 南宁市第四十一中学
南宁市第四十一中学（英語：Nanning No.41 Middle School），简称南宁四十一中、四十一中，是一所公办完全中學，创办于1958年。
学校位于南宁市邕宁城区，占地面积约为120亩，为南宁市教育局直属学校、广西壮族自治区普通高中一级学校。
截至2023年7月，学校有教职工189人，学生1700余人。

## 校园文化
学校的校训为“厚德博学，严谨奋进”。